# Wladislaw Jachtchenko
Wladislaw Jachtchenko (* 11. Januar 1985 in Dnipro) ist ein deutscher Vortragsredner, Kommunikationstrainer und Sachbuchautor.

## Werdegang
Nach dem Abitur in Osnabrück studierte Jachtchenko Jura, Politikwissenschaft, Neuere Geschichte und Komparatistik an der Ludwig-Maximilians-Universität München mit einem Stipendium der Studienstiftung des deutschen Volkes. 2008 schloss er sein Politikstudium an der Columbia University in New York City mit dem Master of Arts ab, 2011 absolvierte er die erste, 2013 die zweite juristische Staatsprüfung in München. Zwischen 2007 und 2017 nahm er erfolgreich an zahlreichen nationalen und internationalen Debattier-Wettbewerben teil (siehe Abschnitt „Auszeichnungen“).
Seit dem Studium arbeitet Jachtchenko nebenberuflich, seit 2013 hauptberuflich als selbstständiger Vortragsredner, Kommunikationstrainer und Business-Coach für Führungskräfte.

### Autorschaft und Online-Präsenz
2018 trat Jachtchenko erstmals als Sachbuchautor mit dem Ratgeber Schwarze Rhetorik im Goldmann Verlag in Erscheinung, der 2019 unter dem Titel Dunkle Rhetorik neuaufgelegt wurde. Der Nachfolgeband Weiße Rhetorik (Goldmann, 2021) stieg in die Spiegel-Bestsellerliste ein. Seither hat Jachtchenko zahlreiche weitere Titel zu den Themen Führung, Kommunikation und Rhetorik sowie Psychologie in unterschiedlichen Verlagen publiziert (siehe Abschnitt „Thesen und Positionen“). Drei seiner Bücher standen auf der Spiegel-Bestsellerliste, eines auf der Bestsellerliste des Manager Magazins. Mehrere Titel wurden zudem u. a. ins Chinesische, Englische, Russische und Tschechische übersetzt.
Seit Anfang 2019 erscheint Jachtchenkos Podcast Der Führungskräfte-Podcast mit bislang rund 450 Folgen, er unterhält zudem einen eigenen YouTube-Kanal mit rund 80.000 Abonnenten (Stand jeweils: April 2025) und ist auf Instagram aktiv. Seine Podcasts und öffentlichen Auftritte wurden nach eigenen Angaben insgesamt über 11 Millionen Mal abgerufen (Stand: April 2025), wozu auch seine Vorträge auf TEDx-Konferenzen und TV-Auftritte (z. B. in Galileo) beitrugen.
Als Online-Trainer ist Jachtchenko zudem mit 20 Softskill-Kursen auf der E-Learning-Plattform von LinkedIn vertreten, die über 250.000 Teilnehmer (April 2025) erreicht haben.

## Thesen und Positionen
In seinem Buch Schwarze Rhetorik (2018) stellt Jachtchenko die These auf, dass Manipulation nicht zwingend moralisch schlecht sein müsse, und dass Menschen, die sich manipulativer Techniken bedienten, auch moralisch gut handeln könnten, indem sie anderen einen Nutzen brächten. Dabei unterscheidet er zwischen drei Kategorien der schwarzen bzw. dunklen Rhetorik: kognitiven Verzerrungen (z. B. den Ankereffekt), sprachlichen Tricks (wie Framing) sowie Scheinargumenten (wie dem Zirkelschluss). In seinem Sachbuch Weiße Rhetorik (2021) erläutert Jachtchenko, wie man seinen Gesprächspartner auch auf transparente Weise mithilfe schlüssiger Argumente überzeugen könne. Beide Bereiche der Rhetorik, also die schwarze und die weiße Rhetorik, seien gleichberechtigte Wege im Überzeugungsprozess, wobei der professionelle Kommunikator wisse, welcher Weg in welcher Situation mehr Erfolg verspreche.
Jachtchenkos Buch Die 5 Rollen einer Führungskraft (2020) richtet sich an Personen im (mittleren) Management. Der Autor argumentiert darin, eine erfolgreiche Führungskraft müsse fünf Rollen zugleich ausfüllen. Führungskräfte sollten laut Jachtchenko in ihrer ersten Rolle überzeugend kommunizieren, also die Fähigkeit besitzen, charismatisch aufzutreten sowie Mitarbeiter und Geschäftspartner rhetorisch und argumentativ zu überzeugen. In ihrer zweiten Rolle sollten Manager die Effizienz und Effektivität ihrer Mitarbeiter im Blick behalten: Jachtchenko empfiehlt dazu u. a. bewährte Techniken des Zeit- und Selbstmanagements wie die ALPEN-Methode, das Eisenhower-Prinzip oder Timeboxing. Drittens müssten gute Führungskräfte ihre Mitarbeiter motivieren: Laut dem Autor bedeutet das, dem Team eine klare Richtung vorzugeben, Aufgaben zu delegieren und Mitarbeiter langfristig motivieren zu können. In ihrer vierten Rolle müssten erfolgreiche Manager laut Jachtchenko empathisch sein, also über grundlegende psychologische Kenntnisse (beispielsweise zur Typenlehre) verfügen sowie jederzeit Verständnis für die individuellen emotionalen Bedürfnisse ihrer Mitarbeiter aufbringen. Zuletzt gelte es, Probleme zu lösen: Eine Führungskraft, so der Autor, müsse fähig sein, Herausforderungen analytisch anzugehen und effektive Problemlösungen zu entwickeln.

## Veröffentlichungen

### Sachbücher (Auswahl)
- Schwarze Rhetorik: Manipuliere, bevor Du manipuliert wirst. 315 Seiten, Goldmann 2018, ISBN 978-3-442-22229-2. (Auch als Hörbuch erschienen sowie als Taschenbuch unter dem Titel: Dunkle Rhetorik: Manipuliere, bevor du manipuliert wirst. Goldmann 2019, ISBN 978-3-641-26167-2.)
- Die 5 Rollen einer Führungskraft. 166 Seiten, Remote 2020, ISBN 3-948642-09-5. (Auch als Hörbuch.)
- Die Rhetorik der Top-Performer: Das Geheimnis hochwirksamer Redekunst. 190 Seiten, Wirtschafts Verlag 2021, ISBN 978-3-936652-41-3. (Auch als Hörbuch.)
- Satanische Verhandlungskunst. 253 Seiten, Langen Müller 2021, ISBN 3-7844-3596-3. (Auch als Hörbuch.)
- Weiße Rhetorik: Überzeugen statt manipulieren. 382 Seiten, Goldmann 2021, ISBN 3-442-17872-X. (Auch als Hörbuch.)
- Das Geheimnis der erfolgreichen Alltagskommunikation. 192 Seiten, Remote 2022, ISBN 978-1-955655-46-0. (Auch als Hörbuch.)
- Die Körpersprache als Spiegelbild deiner Seele. 180 Seiten, Remote 2022, ISBN 978-1-955655-48-4. (Auch als Hörbuch.)
- Manipuliere dich glücklich! Psychologische Techniken für mehr Zufriedenheit. 333 Seiten, Goldmann 2022, ISBN 978-3-442-17936-7. (Auch als Hörbuch.)
- Redest du noch oder überzeugst du schon? Vom Anfänger zum Rhetoriker. 214 Seiten, Remote 2022, ISBN 978-1-955655-44-6. (Auch als Hörbuch.)
- Die Kraft der Positiven Psychologie. 240 Seiten, Remote 2023, ISBN 978-1-960004-07-9.

### Hörbücher
- 55 Rhetorik-Tipps für Führungskräfte: Mitarbeiter und Kunden charmant überzeugen und motivieren. liberaudio 2023.
- 55 Führungstipps für Mitarbeitergespräche: Motivieren, Feedback geben und Konflikte lösen. liberaudio 2024.

## Auszeichnungen (Auswahl)
- 2010 Viertelfinalist bei der Weltmeisterschaft im Debating (WUDC) in Istanbul in der Kategorie „English as a Second Language“ (ESL)[19]
- 2011 Halbfinalist bei der Europameisterschaft im Debating (EUDC) in Galway, Kategorie ESL[13]
- 2013 Viertelfinalist bei der EUDC in Manchester, Kategorie ESL[13]
- 2015 Halbfinalist bei der EUDC in Wien, Kategorie ESL[20]
- 2016 Viertelfinalist bei der EUDC in Warschau, Kategorie ESL[21]
- 2017 Viertelfinalist bei der EUDC in Tallinn, Kategorie ESL[22]
- 2019 Gewinner Speaker Slam Stuttgart[23]